# 原まい
原まい（はら まい、本名非公表。5月18日 - ）は、大阪府 出身の日本の女性演歌歌手。松竹芸能所属。旧芸名大空美樹（おおぞらみき）。
中学生の時に本格的に歌の道に目指す事を決意、高校生から東京、大阪にてボイストレーニングを続け、2005年3月19日に日本クラウンよりデビューした。現在までに4枚のCDをリリースしている。現在は通天閣歌謡劇場を中心にイベントにも幅広く出ている。2010年にデビュー5周年を迎え、7月18日に梅田のホテルにて記念パーティを開いた。2012年1月1日より芸名を改めた。
笑福亭鶴瓶、フラワーショウの華ゆりなどと親交が深い。
笑福亭鶴瓶のMBSラジオ「MBSヤングタウン日曜日」や、宇津雄一の「宇津雄一の宇宙一ラジオ」にも不定期ながらゲスト出演している。

## ラジオ
- MBSラジオ「MBSヤングタウン日曜日」(不定期・ゲスト)
- オンエアーステーション「宇津雄一の宇宙一ラジオ」(不定期・ゲスト)

## ステージ
- 通天閣歌謡劇場

## CD
- 「～夢千代の里～」「愛はかぎりなく」
- 「水無瀬島」「恋のれん」「母の車椅子」
- 「大阪舞い舞い」「へたくそ」「青空！大空！美樹サンバ」
- 「ビリケン恋唄」「通天閣 焼酎ロック」
- 2015年6月24日シングル【ジブラルタル海峡を越え】